# Seversky 2PA
Seversky 2PA— серійний американський двомісний винищувач.

## Історія створення
На базі винищувача Seversky P-35 фірмою Seversky Aircraft Company був розроблений двомісний конвойний винищувач 2PA. Це був суцільнометалевий низькоплан з шасі, яке складалось. Майже весь об'єм крила займали паливні баки, що забезпечувало велику дальність польоту. Для зменшення аеродинамічного опору конструктори відмовились від турелі стрільця баштового типу. Турель була засклена, при необхідності стрілець ховав її обтічник у фюзеляж та розпочинав стрільбу.
В конструкцію літака були закладені великі можливості для модернізації. Можна було встановлювати двигуни різної потужності, за рахунок зміни закінцівок крила можна було змінити площу несучої поверхні. Літак, крім ролі винищувача супроводу, швидко міг бути модифікований в легкий бомбардувальник, дальній розвідник, навчальний літак.
Літак був збудований у 1938 році та отримав позначення 2PA.

## Тактико-технічні характеристики

### Технічні характеристики
- Екіпаж: 2 чоловіки
- Довжина: 8,20 м
- Висота: 2,99 м
- Розмах крил: 10,97 м
- Площа крил: 20,44 м²
- Маса порожнього: 2 078 кг
- Маса спорядженого: 3 474 кг
- Двигун: Wright R-1820 Cyclone
- Потужність: 1 000 к. с.

### Льотні характеристики
- Максимальна швидкість: 508 км/г
- Крейсерська швидкість: 389 км/г
- Практична дальність: 3 137 км
- Практична стеля: 9 144 м

### Озброєння
- Кулеметне:  2 х 12,7 (або 7,62-мм) кулемети в носовій частині
7,62-мм кулемет в задній частині
- Бомбове: 227 кг

## Історія використання

### СРСР
Армійське керівництво США відмовилось від закупок 2PA, оскільки з появою швидкісних бомбардувальників переважала думка (як згодом виявилось, помилкова), що їм не потрібні винищувачі супроводу.
Маючи потребу в коштах, О.М. Прокоф'єв-Сєверський зробив ставку на експорт своїх літаків.
У 1938 році радянське торговельне представництво «Амторг» звернулось до Сєверського з пропозицією придбати два літаки 2PA (один із звичайним шасі, інший у вигляді гідролітака), а також ліцензію на виробництво літаків в СРСР за 780 тис. доларів. Сєверський хотів відмовитись від цього контракту, але під тиском уряду США, який був зацікавлений у розвитку торгівлі з СРСР, таки підписав контракт. Проте уряд США заборонив поставляти літаки з найновішим двигуном Pratt & Whitney R-2800  потужністю 1 000 к.с. Замість нього був встановлений двигун 
Wright R-1820 потужністю 750 к.с.
Були поставлені 2 літаки: 2PA-L зі звичайним шасі та 2PA-A з колісно-поплавковим.
В СРСР випробування літака 2PA здійснював льотчик-випробувач Степан Супрун. Крім випробувань для вивчення льотних характеристик літака, проводились навчальні бої з радянськими винищувачами І-16 та Р-10, які показали повну перевагу американського літака. Але через недоліки озброєння, двигуна та вразливість паливних баків літак не був рекомендований для виробництва..

### Швеція

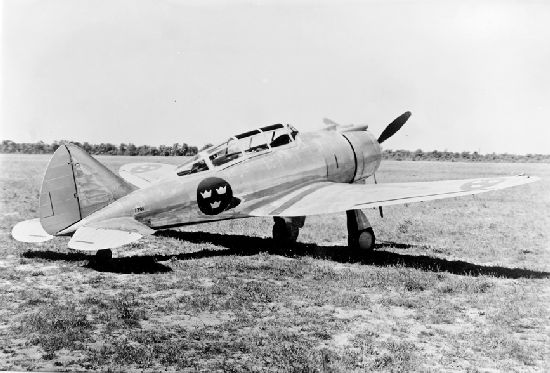
«B 6» у складі ВПС Швеції

З метою налагодження експорту літака Прокоф'єв-Сєверський здійснив ряд демонстраційних показів та польотів у Великій Британії, Франції, Польщі та Норвегії. Ці польоти успіху не принесли, але літаком зацікавилась Швеція, яка вже закупляла інший літак фірми - Seversky P-35. 
Було замовлено 52 літаки варіанту 2PA-204, який в Швеції отримав позначення B 6. Але фактично були поставлені тільки 2 літаки, оскільки в червні 1940 року США ввели ембарго на поставку авіаційної техніки зарубіжним країнам, крім Великої Британії.

### Японія
Японія, яка в той час вела війну в Китаї, зазнавала серйозних втрат бомбардувальників, оскільки винищувачі Mitsubishi A5M не мали необхідної дальності польоту. Допоки тривала робота над  літаком Nakajima J1N, як тимчасовий захід було вирішено закупити винищувачі за кордоном.
Фірма «Seversky Aircraft Company», уклавши фіктивний договір із Сіамом, поставили в Японію 20 літаків. Це згодом стало причиною відсторонення Прокоф'єва-Сєверського від керівництва фірмою, оскільки Японія розглядалась як потенційний противник.
В Японії літак отримав позначення «Двомісний винищувач Тип S» (або A8V1). Американці присвоїли йому кодову назву «Дік» (англ. Dick).
Він використовувався в Китаї як винищувач до 1940 року, пізніше - як розвідник, потім як навчальний літак. У 1942 році він був знятий з озброєння.

### США
50 літаків, призначені для експорту в Швецію, були прийняті на озброєння США як навчально-тренувальні літаки. На той час Прокоф'єв-Сєверський був відсторонений від керівництва фірмою, яка отримала нову назву «Republic Aviation Corporation», тому літак отримав позначення Republic AT-12 «Guardsman». Він використовувався для тренування пілотів та стрільців вести вогонь, а також завдавати бомбові удари.

## Вцілілі екземпляри

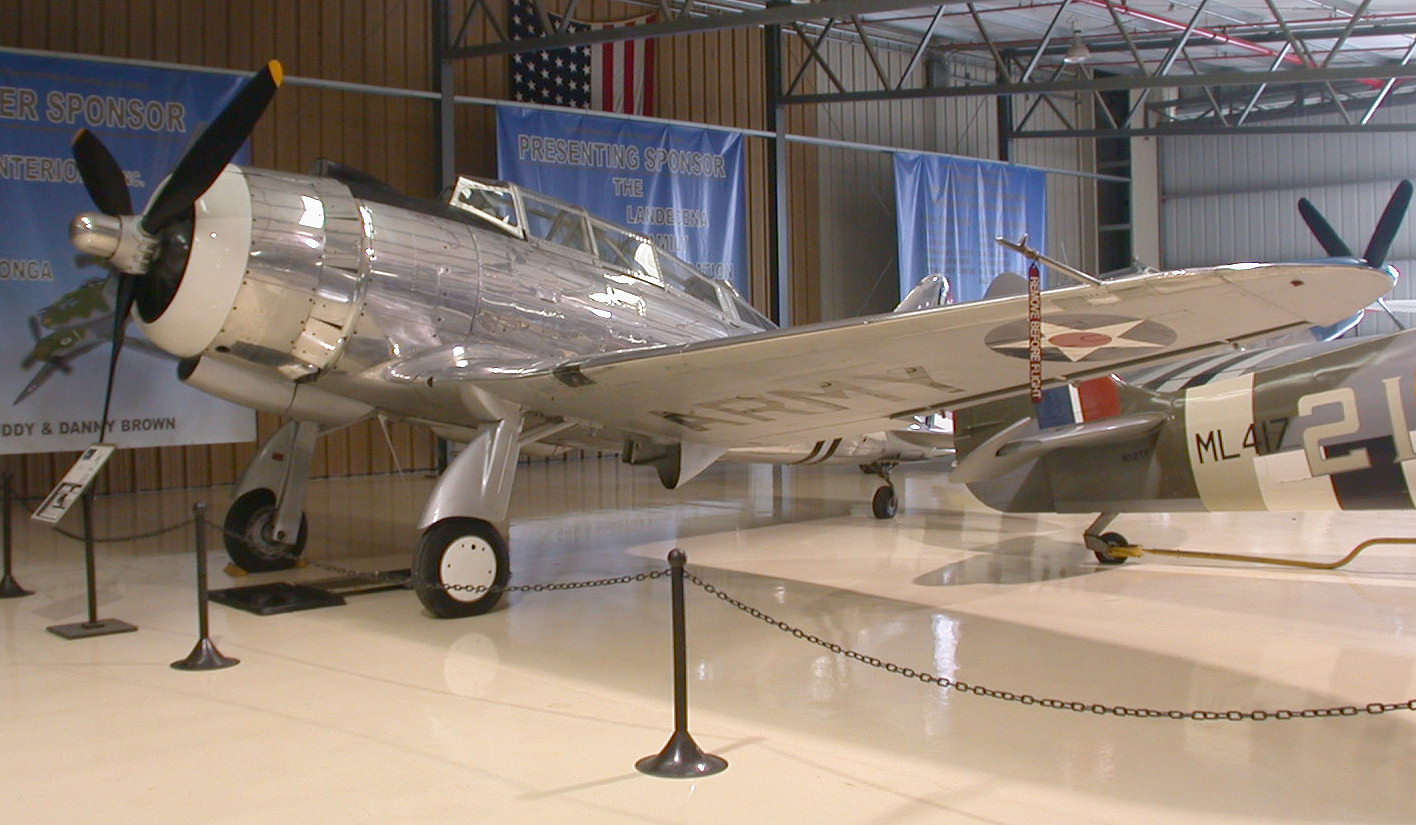
AT-12 «Guardsman» в експозиції музею «Planes of Fame Air Museum»

На теперішній час зберігся один літак AT-12 «Guardsman», який перебуває у льотному стані в музеї «Planes of Fame Air Museum» (Чино (Каліфорнія)).